# Al-Wigh
Al-Wigh – niewielka saharyjska oaza, lotnisko polowe i posterunek wojskowy w regionie Fazzan na południowym zachodzie Libii. Położone jest ok. 975 km na południe od Trypolisu.